# Xanadu (Soundtrack)
Xanadu ist das Soundtrackalbum zum gleichnamigen Film von 1980, bestehend aus diversem Songmaterial der Sängerin Olivia Newton-John und der britischen Rockband Electric Light Orchestra. Auf der LP-Version sind die Lieder von Olivia Newton-John und Electric Light Orchestra jeweils auf einer Seite angeordnet, jedoch befindet sich das von Olivia Newton-John gesungene Lied Xanadu auf der Seite mit den Songs des Electric Light Orchestras, weil dieser Song von Jeff Lynne produziert worden war.
Obwohl der Film wenig erfolgreich war, erwies sich das Soundtrackalbum als Verkaufserfolg. So wurde es in Großbritannien mit der Goldenen Schallplatte und in den Vereinigten Staaten mit Doppel-Platin ausgezeichnet. Die Aufnahmen fanden mit Reinhold Mack als Toningenieur in den Musicland Studios in München statt.
Das in den Farben lila und blau gestaltete aufklappbare Cover des Albums enthält auf der Vorderseite lediglich den Schriftzug „XANADU featuring Electric Light Orchestra Olivia Newton-John“. Auf der Rückseite befindet sich neben den Titellisten ein statuettenhaftes Bild von Olivia Newton-John, die scheinbar das bekannte ELO-Raumschiff in die Höhe hält. Die Innenseite des Covers ist eine Collage aus elf Fotos aus dem Film. Auf der ebenfalls in lila (Seite A) und blau (Seite B) gehaltene Plattenhülle sind die Songtexte abgedruckt sowie Porträtfotos der beiden Produzenten John Farrar und Jeff Lynne und ein schwarzweißes Gruppenbild der Band.

## Titelliste

### Seite 1 (Olivia Newton-John)
1. Magic (John Farrar) – 4:31
2. Suddenly (John Farrar) – 4:02 (feat. Cliff Richard)
3. Dancin’ (John Farrar) – 5:17 (feat. The Tubes)
4. Suspended in Time (John Farrar) – 3:55
5. Whenever You’re Away from Me (John Farrar) – 4:22 (feat. Gene Kelly)

### Seite 2 (Electric Light Orchestra)
1. I’m Alive (Jeff Lynne) – 3:46
2. The Fall (Jeff Lynne) – 3:34
3. Don’t Walk Away (Jeff Lynne) – 4:48
4. All over the World (Jeff Lynne) – 4:04
5. Xanadu (Jeff Lynne) – 3:28 (gesungen von Olivia Newton-John)

## B-Seiten ausgekoppelter Singles
1. Fool Country (Olivia Newton-John) – B-Seite von Magic
2. Drum Dreams (Electric Light Orchestra) – B-Seite der Lieder I’m Alive und All over the World
3. You Made Me Love You (Olivia Newton-John) – B-Seite von Suddenly

## Charts und Chartplatzierungen

### Album
| ChartsChartplatzierungen       | Höchstplatzierung | Wochen |
| ------------------------------ | ----------------- | ------ |
| Deutschland (GfK)              | 1 (30 Wo.)        | 30     |
| Österreich (Ö3)                | 1 (24 Wo.)        | 24     |
| Vereinigtes Königreich (OCC)   | 2 (17 Wo.)        | 17     |
| Vereinigte Staaten (Billboard) | 4 (36 Wo.)        | 36     |

### Singles
| Jahr | Titel Album               | Höchstplatzierung, Gesamtwochen, AuszeichnungChartplatzierungen (Jahr, Titel, Album, Platzierungen, Wochen, Auszeichnungen, Anmerkungen) | Höchstplatzierung, Gesamtwochen, AuszeichnungChartplatzierungen (Jahr, Titel, Album, Platzierungen, Wochen, Auszeichnungen, Anmerkungen) | Höchstplatzierung, Gesamtwochen, AuszeichnungChartplatzierungen (Jahr, Titel, Album, Platzierungen, Wochen, Auszeichnungen, Anmerkungen) | Höchstplatzierung, Gesamtwochen, AuszeichnungChartplatzierungen (Jahr, Titel, Album, Platzierungen, Wochen, Auszeichnungen, Anmerkungen) | Höchstplatzierung, Gesamtwochen, AuszeichnungChartplatzierungen (Jahr, Titel, Album, Platzierungen, Wochen, Auszeichnungen, Anmerkungen) | Anmerkungen                                          |
| Jahr | Titel Album               | DE | AT | CH | UK | US | Anmerkungen                                          |
| ---- | ------------------------- | --- | --- | --- | --- | --- | ---------------------------------------------------- |
| 1980 | Magic Xanadu              | DE36 (10 Wo.)DE | AT20 (2 Wo.)AT | — | UK32 (7 Wo.)UK | US1 (23 Wo.)US | Erstveröffentlichung: Mai 1980                       |
| 1980 | I’m Alive Xanadu          | DE16 (21 Wo.)DE | — | — | UK20 (9 Wo.)UK | US16 (15 Wo.)US | Erstveröffentlichung: Mai 1980 Verkäufe: + 500.000   |
| 1980 | Xanadu                    | DE1 (29 Wo.)DE | AT1 (18 Wo.)AT | CH2 (14 Wo.)CH | UK1 (11 Wo.)UK | US8 (17 Wo.)US | Erstveröffentlichung: Juni 1980                      |
| 1980 | All Over the World Xanadu | DE27 (12 Wo.)DE | — | — | UK11 (8 Wo.)UK | US13 (16 Wo.)US | Erstveröffentlichung: Juli 1980                      |
| 1980 | Suddenly Xanadu           | — | — | — | UK15 (7 Wo.)UK | US20 (19 Wo.)US | Erstveröffentlichung: Oktober 1980 mit Cliff Richard |
| 1980 | Don’t Walk Away Xanadu    | DE52 (4 Wo.)DE | — | — | UK21 (10 Wo.)UK | — | Erstveröffentlichung: 22. November 1980              |

## Auszeichnungen für Musikverkäufe
| Land/Region                  | Auszeichnungen für Musikverkäufe (Land/Region, Auszeichnung, Verkäufe) | Verkäufe  |
| ---------------------------- | ---------------------------------------------------------------------- | --------- |
| Australien (ARIA)            | Platin                                                                 | 70.000    |
| Deutschland (BVMI)           | Gold                                                                   | 250.000   |
| Hongkong (IFPI/HKRIA)        | Platin                                                                 | 20.000    |
| Italien (FIMI)               | Gold                                                                   | 50.000    |
| Kanada (MC)                  | 2× Platin                                                              | 200.000   |
| Neuseeland (RMNZ)            | Platin                                                                 | 20.000    |
| Vereinigte Staaten (RIAA)    | 2× Platin                                                              | 2.000.000 |
| Vereinigtes Königreich (BPI) | Gold                                                                   | 100.000   |
| Insgesamt                    | 3× Gold · 7× Platin ·                                                  | 2.710.000 |

Hauptartikel: Olivia Newton-John/Auszeichnungen für Musikverkäufe

## Besetzung Electric Light Orchestra
- Jeff Lynne – Gesang (außer bei Xanadu), Hintergrund, E-Gitarre, Akustische Gitarre, Gitarre, Keyboard, Synthesizer
- Bev Bevan – Schlagzeug, Percussion, Pauke
- Richard Tandy – Klavier, Synthesizer, Keyboard
- Kelly Groucutt – Bassgitarre, Hintergrundgesang
- Louis Clark – Dirigent der Streichinstrumente